# Saint-Oulph
Saint-Oulph è un comune francese di 219 abitanti situato nel dipartimento dell'Aube nella regione del Grand Est.

## Società

### Evoluzione demografica
Abitanti censiti